# Vinko Petković
Vinko Petković (Sebenico, 1º ottobre 1995) è un calciatore croato, attaccante svincolato.

## Carriera
Il 24 gennaio 2020 viene acquistato a titolo definitivo dalla squadra croata del Varaždin.

## Statistiche

### Presenze e reti nei club
Statistiche aggiornate al 16 febbraio 2021.
| Stagione        | Squadra              | Campionato      | Campionato | Campionato | Coppe nazionali | Coppe nazionali | Coppe nazionali | Coppe continentali | Coppe continentali | Coppe continentali | Altre coppe | Altre coppe | Altre coppe | Totale | Totale |
| Stagione        | Squadra              | Comp            | Pres       | Reti       | Comp            | Pres            | Reti            | Comp               | Pres               | Reti               | Comp        | Pres        | Reti        | Pres   | Reti   |
| --------------- | -------------------- | --------------- | ---------- | ---------- | --------------- | --------------- | --------------- | ------------------ | ------------------ | ------------------ | ----------- | ----------- | ----------- | ------ | ------ |
| 2015-2016       | Hrvatski Dragovoljac | 2.HNL           | 13         | 0          | CC              | 0               | 0               |                    | -                  | -                  |             | -           | -           | 13     | 0      |
| 2018-feb. 2019  | Zara                 | 2.HNL           | 6          | 1          | CC              | 1               | 0               |                    | -                  | -                  |             | -           | -           | 7      | 1      |
| 2019-gen. 2020  | Hrvatski Dragovoljac | 2.HNL           | 13         | 7          | CC              | 0               | 0               |                    | -                  | -                  |             | -           | -           | 13     | 7      |
| gen.-giu. 2020  | Varaždin             | 1.HNL           | 15         | 2          | CC              | 0               | 0               |                    | -                  | -                  |             | -           | -           | 15     | 2      |
| 2020-2021       | Varaždin             | 1.HNL           | 18         | 1          | CC              | 1               | 0               |                    | -                  | -                  |             | -           | -           | 19     | 1      |
| Totale Varaždin | Totale Varaždin      | Totale Varaždin | 33         | 3          |                 | 1               | 0               |                    | -                  | -                  |             | -           | -           | 34     | 3      |
| Totale carriera | Totale carriera      | Totale carriera | 65         | 11         |                 | 2               | 0               |                    | -                  | -                  |             | -           | -           | 67     | 11     |